# Cladonia clathrata
Cladonia clathrata är en lavart som beskrevs av Ahti & L. Xavier. Cladonia clathrata ingår i släktet Cladonia och familjen Cladoniaceae.   Inga underarter finns listade i Catalogue of Life.